# Ramsey Angela
Ramsey Angela (ur. 6 listopada 1999) – holenderski lekkoatleta specjalizujący się w biegach sprinterskich i płotkarskich.

## Kariera sportowa

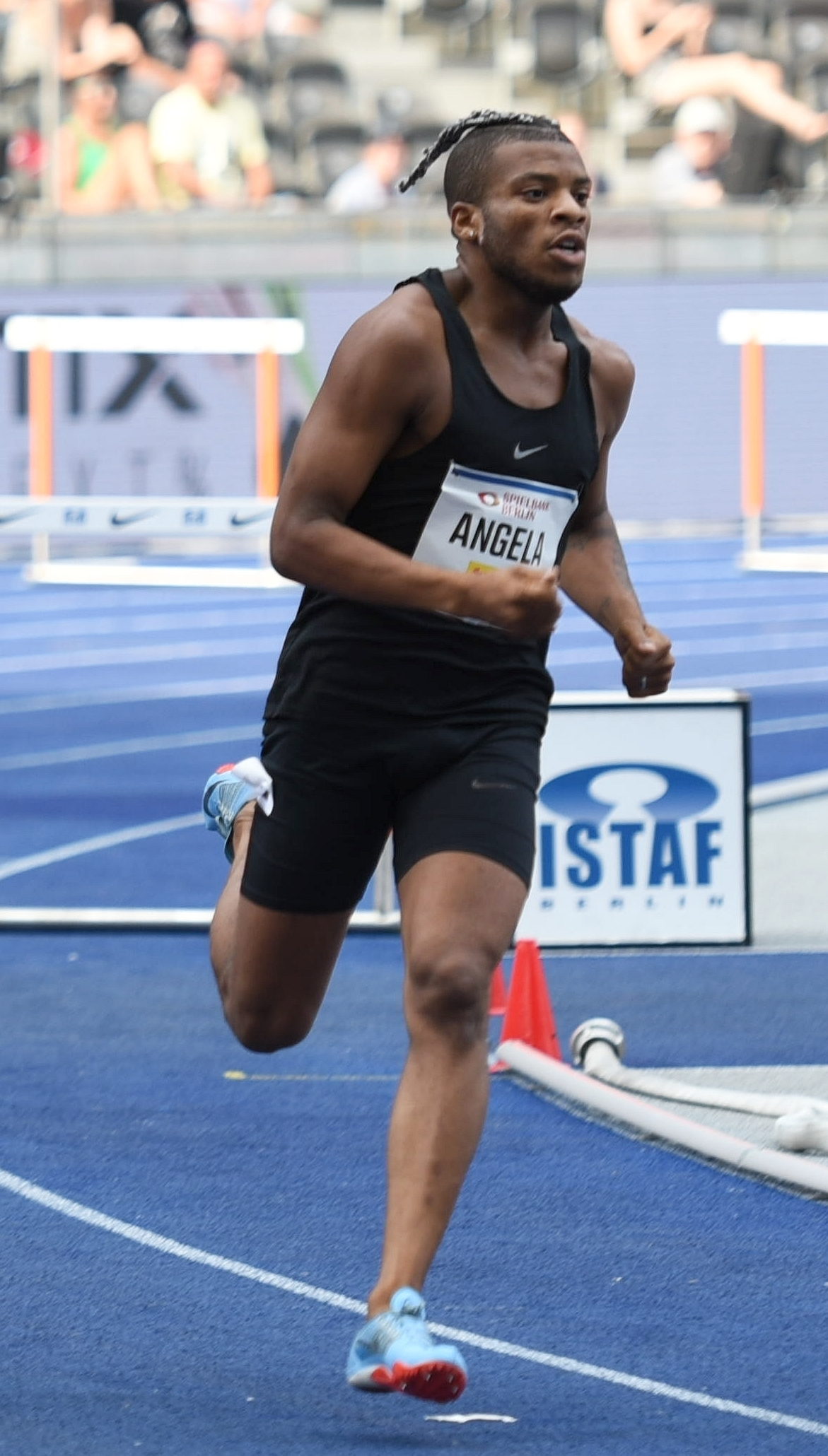
Angela podczas memoriału ISTAF w Belinie (2019)

Startując na dystansie 400 metrów przez płotki, nie ukończył biegu eliminacyjnego podczas mistrzostw Europy juniorów (2017). Rok później dotarł do półfinału na światowym czempionacie juniorów w Tampere. W 2019 był siódmy na mistrzostwach Europy młodzieżowców.
Na początku 2021 zdobył złoto halowych mistrzostw Europy w sztafecie 4 × 400 metrów. W tym samym roku sięgnął po brąz mistrzostw Europy do lat 22 na dystansie 400 metrów przez płotki. Miesiąc później wszedł w skład holenderskiej sztafety 4 × 400 metrów, która zdobyła srebrny medal igrzysk olimpijskich w Tokio.
Stawał na podium World Athletics Relays. Jako junior zdobywał medale CARIFTA Games.
Złoty medalista mistrzostw Holandii oraz reprezentant kraju na drużynowych mistrzostwach Europy.

## Życie prywatne
Jest zdeklarowanym gejem.

## Osiągnięcia
| Rok  | Impreza                              | Miejsce   | Konkurencja                 | Lokata     | Wynik   |
| ---- | ------------------------------------ | --------- | --------------------------- | ---------- | ------- |
| 2017 | Mistrzostwa Europy juniorów          | Grosseto  | bieg na 400 m przez płotki  | eliminacje | DNF     |
| 2018 | Mistrzostwa świata juniorów          | Tampere   | bieg na 400 m przez płotki  | półfinał   | 51,99   |
| 2018 | Mistrzostwa Europy                   | Berlin    | sztafeta 4 × 400 m          | eliminacje | 3:04,93 |
| 2019 | IAAF World Relays                    | Jokohama  | sztafeta 4 × 400 m          | eliminacje | 3:04,30 |
| 2019 | Młodzieżowe Mistrzostwa Europy       | Gävle     | bieg na 400 m przez płotki  | 7. miejsce | 50,51   |
| 2021 | Halowe mistrzostwa Europy            | Toruń     | sztafeta 4 × 400 m          | 1. miejsce | 3:06,06 |
| 2021 | World Athletics Relays               | Chorzów   | sztafeta 4 × 400 m          | 1. miejsce | 3:03,45 |
| 2021 | I liga drużynowych mistrzostw Europy | Kluż      | sztafeta 4 × 400 m          | 2. miejsce | 3:02,49 |
| 2021 | Młodzieżowe mistrzostwa Europy       | Tallinn   | bieg na 400 m przez płotki  | 3. miejsce | 49,07   |
| 2021 | Młodzieżowe mistrzostwa Europy       | Tallinn   | sztafeta 4 × 400 m          | –          | DQ      |
| 2021 | Igrzyska olimpijskie                 | Tokio     | sztafeta 4 × 400 m          | 2. miejsce | 2:57,18 |
| 2021 | Igrzyska olimpijskie                 | Tokio     | sztafeta mieszana 4 × 400 m | 4. miejsce | 3:10,36 |
| 2022 | Mistrzostwa świata                   | Eugene    | bieg na 400 m przez płotki  | półfinał   | 49,77   |
| 2022 | Mistrzostwa świata                   | Eugene    | sztafeta 4 × 400 m          | eliminacje | 3:03,14 |
| 2022 | Mistrzostwa Europy                   | Monachium | bieg na 400 m przez płotki  | półfinał   | 49,99   |
| 2022 | Mistrzostwa Europy                   | Monachium | sztafeta 4 × 400 m          | 5. miejsce | 3:01,34 |
| 2023 | Halowe mistrzostwa Europy            | Stambuł   | sztafeta 4 × 400 m          | 3. miejsce | 3:06,59 |
| 2023 | Mistrzostwa świata                   | Budapeszt | sztafeta 4 × 400 m          | 6. miejsce | 3:00,40 |
| 2024 | Halowe mistrzostwa świata            | Glasgow   | sztafeta 4 × 400 m          | 3. miejsce | 3:04,25 |
| 2024 | World Athletics Relays               | Nassau    | sztafeta 4 × 400 m          | repasaże   | 3:03,24 |
| 2024 | Mistrzostwa Europy                   | Rzym      | sztafeta 4 × 400 m          | eliminacje | 3:03,50 |

## Rekordy życiowe
- Bieg na 400 metrów (stadion) – 45,42 (2024)
- Bieg na 400 metrów (hala) – 46,48 (2021)
- Bieg na 400 metrów przez płotki – 49,07 (2021)

7 sierpnia 2021 w Tokio holenderska sztafeta 4 × 400 metrów z Angelą na ostatniej zmianie wynikiem 2:57,18 ustanowiła rekord kraju w tej konkurencji.
3 marca 2024 w Glasgow holenderska sztafeta 4 × 400 metrów z Angelą na drugiej zmianie wynikiem 3:04,25 ustanowiła halowy rekord kraju w tej konkurencji.